# 李树德 (1917年)
李树德（1917年—1980年9月），曾用名李容善，男，山东新泰人，中国共产党及中华人民共和国官员。

## 生平
李树德是山东省新泰市翟镇后羊村人。抗日战争全面爆发后，李树德投身抗日救亡活动。1937年11月到沂水县参加了中国共产党领导的抗日游击队。1938年5月回到家乡新泰县。同年7月，李树德在本村经李仲久介绍，加入中国共产党。此后曾任中共基层组织负责人，并被中共党组织派到国民革命军第六十九军从事兵运工作。1938年12月，参加八路军山东抗日游击第四支队，任连政治指导员。1940年3月，转到地方工作。曾先后在新蒙县、新泰县任科长等职。
1945年抗日战争胜利后，历任山东省人民政府粮食局副科长、科长，华东前线支前办事处粮食部副部长。1947年9月，调到中国东北工作，历任辽南公署粮食局局长、辽宁省粮食局局长、东北行政委员会粮食总局副局长。
中华人民共和国成立后，历任中共中央华南分局珠江三角洲工委委员、广东省粮食局局长、中南行政委员会财政局处长、副局长。1955年1月，调到中华人民共和国财政部农税司，历任副司长、司长。1960年11月17日，国务院全体会议第105次会议通过，任命李树德、曾直、陈如龙为中华人民共和国财政部副部长。1962年，改任中共中央华北局财经办公室副主任。1966年后，调任中共内蒙古自治区党委常委、秘书长，内蒙古自治区革命委员会副主任等职。
1980年9月，李树德在北京病逝。